# Sceale Bay Conservation Park
Sceale Bay Conservation Park är ett naturreservat i Australien. Det ligger i distriktet Streaky Bay och delstaten South Australia, omkring 460 kilometer nordväst om delstatshuvudstaden Adelaide.
Omgivningarna runt Sceale Bay Conservation Park är i huvudsak ett öppet busklandskap.